# Subterranean Homesick Blues
〈Subterranean Homesick Blues〉는 1965년 1월 14일 녹음되어 5월 8일 카탈로그 넘버 43242로 컬럼비아 레코드에서 싱글로 출시된 밥 딜런의 노래다. 그로부터 2주 뒤 음반 《Bringing It All Back Home》의 리드 트랙으로 사용되었다. 빌보드 핫 100의 39위까지 올라 딜런의 첫 톱 40 히트작이 되었다. 영국에서는 싱글 차트에서 톱 10위에 진입했다. 이후 많은 컴필레이션으로 재발행되었고, 최초는 1967년의 싱글 컴필레이션 《Bob Dylan's Greatest Hits》다. 딜런의 첫 일렉트릭 녹음 가운데 하나로 평가되는 〈Subterranean Homesick Blues〉는 혁신적인 필름 클립으로도 유명한데, D. A. 페네베이커의 《돈 룩 백》에 삽입된 것이 그것이다.
싱글 발표 전날에 제작된 어쿠스틱 버전은 《The Bootleg Series Volumes 1–3 (Rare & Unreleased) 1961–1991》으로 발매되었다.